# قتيون
القُتيُون هو جنس من فصيلة القتيونات.